# Francisco Escalante Molina

Wappen von Francisco Escalante Molina

Francisco Gerardo Escalante Molina (* 29. Januar 1965 in La Grita, Táchira, Venezuela) ist ein venezolanischer Geistlicher, römisch-katholischer Erzbischof und Diplomat des Heiligen Stuhls.

## Leben
Francisco Escalante Molina empfing am 26. August 1989 das Sakrament der Priesterweihe für das Bistum San Cristóbal de Venezuela.
Am 19. März 2016 ernannte ihn Papst Franziskus zum Titularerzbischof von Gratiana und bestellte ihn zum Apostolischen Nuntius in der Republik Kongo. Am 21. Mai 2016 wurde er zudem zum Apostolischen Nuntius in Gabun ernannt. Der Apostolische Nuntius in Venezuela, Erzbischof Aldo Giordano, spendete ihm am 28. Mai desselben Jahres die Bischofsweihe. Mitkonsekratoren waren der Bischof von San Cristóbal de Venezuela, Mario del Valle Moronta Rodríguez, und José Trinidad Fernández Angulo, Weihbischof in Caracas.
Papst Franziskus berief ihn am 4. Juni 2021 zum Apostolischen Nuntius in Haiti.
Am 25. Januar 2024 ernannte ihn Papst Franziskus zum Apostolischen Nuntius in Japan.